# التقرير (فلم 1977)
التقرير (بالفارسية: گزارش،Gozāresh) فيلم دراما إيراني  للمخرج عباس كيارستمي (1940 - 2016) صدر عام 1977، وهو أهم الأفلام الطويلة الأولى لكيارستمى  الذي كتب القصة والسيناريو أيضا. الفيلم من بطولة كيروش فشربنة وشهره أغضشله وتدور الأحداث حول محمد فيروزكوحي الموظف بوزارة المالية والمتهم بتلقي الرشاوى بينما ينهار زواجه وتهدده زوجته أعزام بهجره.

## طاقم التمثيل
كوروش أفشار زاده: في دور محمد فيروزكوحي
شهره اغداشلو: في دور عزام فيروزكوحي
مصطفى طاري: في دور السيد أسدي
بالاشتراك مع: مهدي منتظر - هاشم أركان - محمد باقر توكلي - تهناز اسماعيلي  - بينوش رودبور - موسى أفشار - أندريه كوفالوفيتش - ناصر زرعاتي - بريدخت إقبال بور - علي أحمدي - روه انجيز ركني - كاظم نشأت - مهرنوش أردبور - أحمد بهروزي.

## أحداث الفيلم
يتعامل الفيلم مع قضية الفساد في تحصيل الضرائب العقارية في وزارة المالية الإيرانية، حيث يطلب المسؤولون المبتدئون رشاوى من الجمهور، ويقضون الوقت في شرب الشاي والأحاديث بدلاً من القيام بأعمال منتجة، ويعيشون حياتهم الليلية في الحانات وكازينوهات القمار. تدور محادثة في الحانة بين الأشخاص العاديين حول أهمية الصدق والاحترام مقابل المال المكتسب بصدق.
يتناول النصف الثاني من الفيلم الحياة الأسرية للموظف الشاب الفاسد في وزارة المالية محمد فيروزكوحي (كوروش أفشار زاده) وزوجة الجذابة عزام فيروزكوحي (شهره اغداشلو) والابنة الصغيرة التي يحبها الأب ولكن الزوجة هي من تقوم برعايتها في كل شيء. يتشاجر محمد وزوجته دائما بسبب ضعف دخلهم، ويصلهم أمر بإخلاء مسكنهم لعدم سداد الإيجار، ويقول محمد أن «القانون ينص على أنهم لا يستطيعون طردنا لمدة عامين على الأقل» ويدور بسبب ذلك جدال بين الزوجين حيث تهدد عزام زوجها بالرحيل وتبدأ في حزم حقيبتها، ويطلب منها محمد أن تأخذ الطفلة معها، ولكن عندما تفعل ذلك يغير رأيه ويتمسك بها. تبكي الفتاة الصغيرة، بينما يدفع محمد بزوجته إلى غرفة أخرى ويضربها. ثم يأخذ الفتاة إلى السيارة ويقودها إلى حيث يمكنه تناول الخمر تاركاً الابنة في السيارة. يعود محمد ليكتشف ان زوجته حاولت الانتحار بتناول جرعة كبيرة من الدواء، وفي المستشفى يطمأنه الطبيب أن زوجته ستنجو. تأتي نهاية الفيلم ومحمد يجلس بجوار عزام وهي في غيبوبة وينظر من النافذة إلى ليل الشتاء، بينما ابنته في السيارة الباردة.

## استقبال الفيلم
كتب يوخن فيرنر على الموقع الألماني كريتيك دي بتاريخ 21 ديسمبر 2012: «من المرجح أن البيروقراطية في إيران في أواخر السبعينيات كانت ببساطة كما يوضحها كيارستمي هنا»، يتابع الناقد قائلاً: «لا يوجد في» التقرير«شيء حول الدور الأساسي الذي يمكن أن تلعبه العقيدة الدينية، ولكن هناك المزيد من الأدلة على وجود خطر التفكك الاجتماعي في كل مكان ولكنه نادرًا ما يكون ملموسًا. يرسم كياروستامي صورة لإيران تبدو اليوم مختلفة - أو بالأحرى مألوفة بشكل مدهش. على أي حال، فإن الرجال في هذا الفيلم، وجميع الممثلين الرسميين للبرجوازية العلمانية، يحافظون على أسلوب حياة قليلة الخوف ويفضلون قضاء أوقات فراغهم في كازينوهات ذات إضاءة خافتة، وشرب الخمور والمقامرة، وفي صحبة النساء السافرات»، يواصل الناقد قائلاً: «في هذا الترابط بين الخاص والسياسي، للميلودراما العائلية والصور الاجتماعية، ربما يكون هناك مفتاح أساسي لفهم التقرير - وهو مفتاح يبدو ضروريًا للغاية، لأنه على الرغم من الأسلوب السردي لهذا الفيلم، الذي يلتزم بالأحرى الواقعية الهشة، لا شيء في الواقع بهذه السهولة في فك شفرته كما قد يبدو للمشاهد السطحي. ما هو بالضبط هذا التحول المركزي في الاهتمام الإدراكي السينمائي؟ هل محمود فاسد حقًا، وإذا كان الأمر كذلك، فماذا يعني ذلك بالضبط بالنسبة لدوره كرئيس متمني للأسرة؟ هل هذين البعدين لشخصه ورواية الفيلم يتواصلان مع بعضهما البعض على الإطلاق؟ - ثم هناك هذا العنوان القصير الواضح على ما يبدو للفيلم: التقرير، حسناً، لكن: ما الذي يتم الإبلاغ عنه بالفعل هنا، من قبل من، وأخيراً وليس آخراً: بأي نتيجة؟».
كتب إحسان خوشباخت على موقع "ملحوظات على التصوير" في 10 أغسطس 2019: "يمكن القول إنه الفيلم الرائع الأقل شهرة لكيارستمي، والسبب هو صعوبة الحصول على هذه الدراما الزوجية المقنعة حيث أنه تم عرضه في إيران خلال الأشهر الأخيرة من عهد الشاه بهلوي، عندما كانت البلاد تحت سيطرة الإضرابات والمظاهرات والأعمال الثورية والعنف. بالكاد لم يكن هناك وقت للسينما، حتى لو كان الفيلم جيدًا نسبيًا. بعد ذلك بوقت قصير، عندما نجحت الثورة، تم حظر الفيلم - مثل العديد من الأفلام الإيرانية الأخرى التي تعرض العري أو الجنس أو حتى النساء غير المحجبات. العناصر الأصلية للفيلم التي يُعتقد أنها تعرضت للتلف خلال الثورة والنسخ المتداولة بها قطع غير متوقع وسط مشهد من الحميمية بين الشخصيتين الرئيسيتين، مما يوحي بأنه تم تقطيعه بعد الثورة. وحسب الناقدة السينمائية الإيرانية نعمة حسني- نساب، فإن الفيلم كان واعيا تماما للفوضى التي تنتظره: "شخصيات الفيلم ممزقة بين الرغبة في الثورة من جهة والجبن والتقاعس الاجتماعي من جهة أخرى. هذا الصراع يغوص إلى عدم الرضا ويملأ الشخصيات بالكراهية لأنفسهم وكراهية لدورة الحياة المتكررة التي يعيشونها".
كتب مارتن تيلر على موقعه للنقد في 16 يوليو 2012: «يصعب أن أنقد أو أقيم لأنني أشعر أن الجزء الأول بعيد عن فهمي إلى حد كبير. ربما يكون خطئي لأنني لم أشاهده بعناية، أو لم أتعرف بشكل كافٍ عن الوضع الإيراني في ذلك الوقت، ولكن مهما كان السبب، فقد ارتبطت بالدراما السطحية الواضحة أكثر من النص السياسي الضمني. قد يجد متعصبو كيارستمي الأمر أكثر فائدة. التقييم: مقبول».
كتب أراش مونادي على الموقع الإيراني «نت نوشت» في 8 نوفمبر 2019: «لقد مضى 42 عاما على إصدار فيلم» التقرير«، لكن الظروف المعيشية لأسرة موظف إيراني من الطبقة الوسطى لم تتغير كثيرًا في أي من النواحي الثقافية أو الاجتماعية أو الاقتصادية. لا يزال هناك موظفون مثل فيروز كوهي وربات بيوت مثل عزام والأطفال الضحايا مثل بهنوش الذين يعيشون في مثل هذه الحالة. يمكن القول إن الناس أكثر مرارة الآن، لكن تقريرًا عن الأسرة الإيرانية اليوم لن يختلف جوهريًا عن تقرير قبل 42 عامًا».
كتبت باريسا حكيم جوادي على موقع «أوف سكرين» في 7 يوليو 2017: «لقد تم إهمال الكتابة والنقد لفيلم» التقرير«خلال الأربعين عامًا التي مرت منذ إصداره لأول حيث حصل على استحسانًا كبيرًا. وفقًا لمؤرخ الفيلم الإيراني جمال أوميد عام 1995، لفت» التقرير«انتباه النقاد وعلماء السينما في مهرجان طهران السينمائي الدولي السادس (الذي كان يقام سنويًا قبل الثورة الإسلامية)، كما صدرت مراجعات إيجابية للغاية أثناء وبعد فترة وجيزة من صدوره في أواخر ربيع عام 1979 بدار عرض سين موند بطهران».
جاء في موسوعة «قلوب» عن فيلم التقرير: «يعد هذا الفيلم واحد ضمن أفضل افلام عباس كيارستمي.... ويركز الفيلم على كيف يمكن أن يؤثر فقدان الوظيفة على سلوك الرجل ويؤدي إلى أعمال ضارة مثل الانتحار. وفي المشهد الأخير يجعل قراره ترك زوجته وطفله وراءه ليس لأنه خاسر، بل لأنه يعتقد أن غيابه هو الطريقة الوحيدة التي قد يكون لديهم بها مستقبل».
نشرت صحيفة الغد الأردنية في 5 يوليو 2016، وأيضاً اليومية البحرينية «الوسط» في 12 مايو 2017: «كان أول افلامه الكبرى في العام 1977 بعنوان» التقرير«وقد تناول فيه موضوع الانتحار. قرر كياروستامي البقاء في بلاده بعد الثورة الإسلامية في العام 1979 واضطر شأنه في ذلك شأن زملائه التقيد بالقواعد المفروضة. وتسلم إدارة معهد قانون للسينما الذي أسس في عهد الشاه لكنه واصل عمله في ظل النظام الجديد».

## روابط خارجية
- مقالات تستعمل روابط فنية بلا صلة مع ويكي بيانات

https://www.imdb.com/title/tt0076098/ التقرير (فيلم 1977)
https://letterboxd.com/film/the-report/ التقرير (فيلم 1977)
https://farsiland.com/movies/the-report/ التقرير (فيلم 1977)
https://dbpedia.org/page/The_Report_(1977_film) التقرير (فيلم 1977)
https://www.asianfilmarchive.org/event-calendar/the-report-1977/ التقرير (فيلم 1977)